# John J. Cornwell

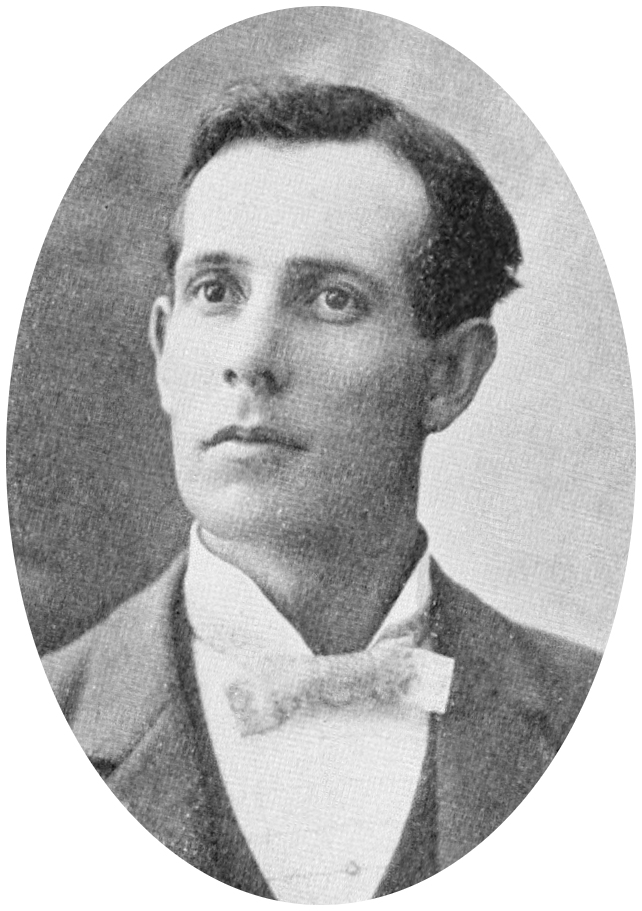
John J. Cornwell

John Jacob Cornwell (* 11. Juli 1867 in Pennsboro, Ritchie County, West Virginia; † 8. September 1953 in Cumberland, Maryland) war ein US-amerikanischer Politiker (Demokratische Partei) und von 1917 bis 1921 der 15. Gouverneur des Bundesstaates West Virginia.

## Frühe Jahre und politischer Aufstieg
Im Jahr 1870 zog der junge John Cornwell mit seinen Eltern in das Hampshire County. Dort besuchte er das Shepard College, ehe er im Alter von 16 Jahren selbst als Grundschullehrer unterrichtete. Gleichzeitig absolvierte er ein Jurastudium und wurde 1898 als Anwalt zugelassen. Zusammen mit seinem Bruder kaufte er im Jahr 1890 die Zeitung „Hampshire Review“, die er bis 1917 herausgab. Cornwells politischer Aufstieg begann im Jahr 1899 mit seiner Wahl in den Senat von West Virginia. Dort verblieb er bis 1905. Im Jahr 1904 bemühte er sich noch erfolglos gegen den Republikaner William M. O. Dawson um das Amt des Gouverneurs von West Virginia. 1916 wurde er von seiner Partei erneut als Kandidat aufgestellt und setzte sich diesmal mit knapper Mehrheit durch.

## Gouverneur von West Virginia
Durch seinen Wahlsieg wurde er der erste und einzige demokratische Gouverneur von West Virginia zwischen 1897 und 1933 in einem damals von den Republikanern dominierten Staat. Cornwells vierjährige Amtszeit begann am 4. März 1917. Schon im April desselben Jahres traten die Vereinigten Staaten in den Ersten Weltkrieg ein. Gouverneur Cornwell unterstützte die Kriegsanstrengungen der Bundesregierung nach besten Kräften. Prozentual gesehen stellte West Virginia mit die meisten Freiwilligen aller Bundesstaaten. Die Produktion im Land musste auf Kriegserfordernisse, sprich Rüstungsgüter, umgestellt werden. Nach dem Ende des Krieges im November 1918 musste er die Wirtschaft des Landes wieder auf den zivilen Bedarf umstellen.
In seiner Amtszeit wurde mit dem Staat Virginia endlich eine Lösung zur Zurückzahlung der alten Schulden West Virginias gefunden, die noch aus der Zeit vor der Abspaltung vom damaligen Mutterland Virginia herrührten. In seiner Amtszeit wurden die Verwaltung im Bildungsbereich mit der Gründung des State Board of Education verbessert. Eine andere Neuerung wurde mit dem Department of Public Safety eingerichtet, ein Ministerium für öffentliche Sicherheit, dem bis heute auch die Polizei untersteht. In der zweiten Hälfte seiner Amtszeit kam es wieder zu Arbeitskämpfen in West Virginia. Betroffen war erneut der Kohlebergbau, vor allem im Mingo County. Der Gouverneur schaffte es nicht, die Lage zu beruhigen; es kam zu Ausschreitungen und Schießereien. Unabhängig davon ereignete sich Anfang 1921 einem Brand im Kapitol in Charleston, bei dem das Gebäude zerstört wurde. Es musste in den folgenden Jahren neu aufgebaut werden.
Nach Ablauf seiner Amtszeit am 4. März 1921 wurde Cornwell Präsident der Eisenbahngesellschaft Baltimore and Ohio Railroad. Danach zog er sich nach Romney zurück, wo er nach seinem Tod im September 1953 beigesetzt wurde. John Cornwell war mit Edna Brady verheiratet, mit der er zwei Kinder hatte.